# James King (Sänger, 1925)
James King (* 22. Mai 1925 in Dodge City, Kansas; † 20. November 2005 in Naples, Florida) war ein US-amerikanischer Opernsänger.

## Leben
James King wurde als Sohn eines Sheriffs in Dodge City in Kansas geboren. Zunächst als Bariton ausgebildet, wechselte er aber bald ins Tenorfach. Nach seiner Ausbildung war er längere Zeit nur als Lehrer an der Universität von Kentucky tätig. Erst 1961 entschloss er sich, auf die Bühne zu wechseln. Die neu eröffnete Deutsche Oper Berlin engagierte den 35-jährigen Sänger, wo er als Bacchus in Ariadne auf Naxos debütierte.
1963 gab er in derselben Rolle sein Debüt an der Wiener Staatsoper, wo er später Kammersänger und Ehrenmitglied wurde. 1965 debütierte er als Siegmund in der Walküre bei den Bayreuther Festspielen. Dort zählte er, wie auch bei den Salzburger Festspielen, viele Jahre zu den umjubelten Stars. Zu seinen herausragenden Rollen zählten die Partien des Wagner- und Richard-Strauss-Faches, die er an allen großen Opernhäusern der Welt gesungen hat.
Mit der Rolle des Aegisth nahm James King 1997 in Washington, D.C. Abschied von der Bühne. Von 1984 bis 2002 lehrte er Gesang an der Universität von Indiana in Bloomington.

## Hörbeispiele
- Tondokument (MP3; 896 kB) Richard Wagner, Die Walküre 1. Aufzug: Wehwalt heißt du fürwahr? – Siegmund heiss ich (Szene Sieglinde, Siegmund); Festspielhaus Bayreuth, 1967
- Mitschnitte von Aufführungen mit James King in der Felsenreitschule im Onlinearchiv der Österreichischen Mediathek (anmeldepflichtig)